# Sianowo
Sianowo (s výslovností [ɕaˈnɔvɔ]IPA, kašubský název Swiónowò) je starobylá ves v Polsku. Nachází se na severu Polska v okrese Kartuzy v Pomořském vojvodství. Leží asi deset kilometrů severozápadně od Kartuzy 36 km západně od metropole vojvodství Gdaňsku.

## Historie

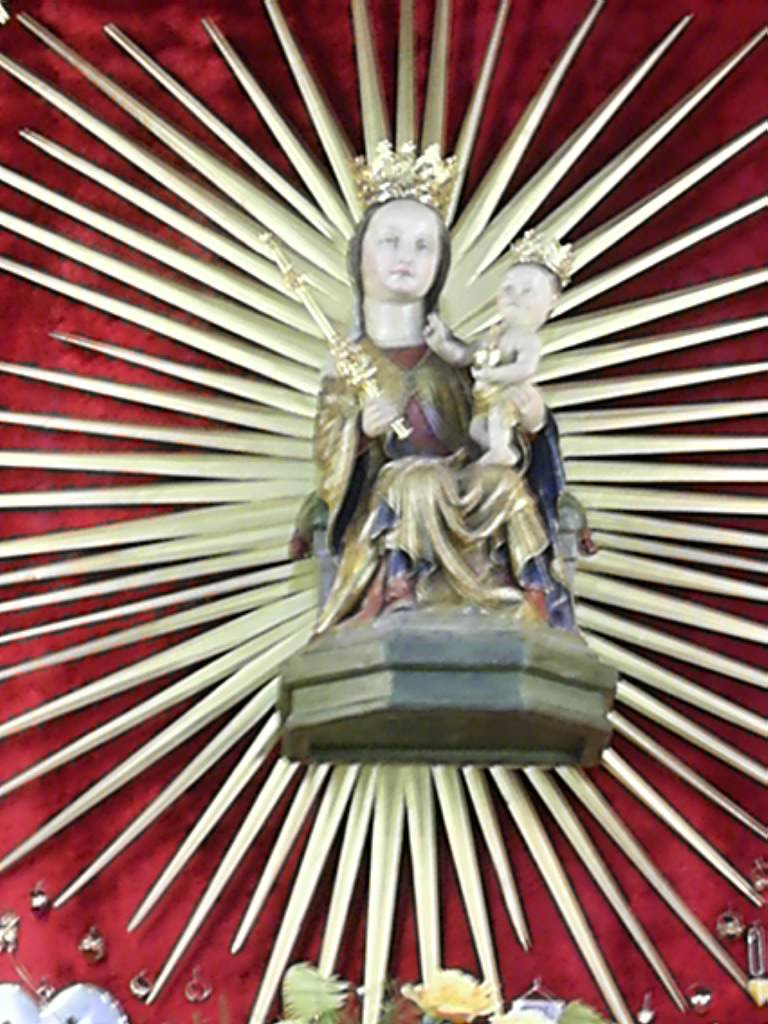
Panna Marie Swiónowská

Sianowo/Swiónowò

Mariánská svatyně Královny Kašubů je nyní největším kostelem v Kašubsku.
První písemná zmínka o Sianowu pochází z roku 1348. V roce 1480 kostel vyhořel, avšak jemně vyřezávaná Sianowská madona byla zachráněna. Sianowská farnost se po požáru stala součástí farnosti Strzepcz a tak to zůstalo i po obnově kostela. Někdy od těch dob se datuje rostoucí popularita Matky Boží, již v patnáctém století přicházely řady poutníků do Sianowa pro přímluvu.

### 19. století
Podruhé byl kostel zničen požárem v roce 1810. I tentokrát byla madona uchráněna a přesunuta do Strzepcze. Farář ve Strzepczi si nepřál obnovu kostela v Sianowu, avšak bylo zaznamenáno proroctví ženy, která po spatření madony předpověděla velká neštěstí, která se stanou nebude-li kostel obnoven. Svědectví bylo předneseno pod přísahou v přítomnosti kněze. Poté byl kostel rychle obnoven a počet věřících výrazně rostl.
Sianowská farnost byla opětovně zřízena v roce 1864. Dobové zdroje uvádějí, že Madona uzdravila mnoho chromých a zmrzačených, kteří v Sianowu odhodili své berle a hole. Na poutě se vydávají mladí snoubenci před svatbou a přímluvu hledají vojáci bojující ve druhé světové válce.

### 20. století
Franciszek Grucza (1911–1993) byl význačný kněz, překladatel evangelia do kašubštiny. Podle jeho svědectví i svědectví dalších zaslal chełmnský biskup Kazimierz Józef Kowalski v roce 1965 žádost papeži Pavlu VI. s prosbou korunovat zázračnou sošku Královnou Kašubů. Papež souhlasil, korunovace se uskutečnila za přítomnosti mnoha biskupů a množství Kašubů 4. září 1966. Od té doby se Madona těší rostoucí úctě. Papež Jan Pavel II. v roce 1987 na Kościuszkově náměstí ve Gdyni připomněl Sianowo jako významné místo víry Kašubů: „Was wszystkich, Wasze rodziny i wszystkie Wasze sprawy składam u stóp Matki Chrystusa, czczonej w wielu sanktuariach na tej ziemi, a zwłaszcza w Sianowie i w Swarzewie, gdzie od lat czterystu otacza Was opieką jako Królowa polskiego morza“. 
Při obnovené pouti se na náměstí Poutníků se každý rok v červenci sejde okolo dvaceti tisíc věřících. Na čtyřicet skupin přichází pěšky, nejdelší cestu – 120 km – váží putující z Miastka. Mnozí zdůrazňují kašubské kořeny a někteří přicházejí v kašubských krojích, přinášejí praporce, které demonstrují křesťanskou víru a kašubskou identitu. Při každé pouti jsou některé obřady slouženy v kašubštině.